# بوتش هول
بوتش هول (بالإنجليزية: Pooch Hall)‏ مواليد 8 فبراير 1977 في بروكتون، الولايات المتحدة، هو ممثل أمريكي.

## الأعمال
- دون أثر (2004) (بدور: ليونيل)
- بيبر دينيس (2006) (بدور: غارفيلد)
- بالصدفة عمدا (2009) (بدور: ريان)
- سوتس (2011) (بدور: جيمي)
- راي دونوفان (2013) (بدور: داريل دونوفان)
- عقول إجرامية (2017)

## روابط خارجية
- بوتش هول على موقع IMDb (الإنجليزية)
- بوتش هول على موقع ألو سيني (الفرنسية)
- بوتش هول على موقع أول موفي (الإنجليزية)
- بوتش هول على موقع إن إن دي بي (الإنجليزية)
- بوتش هول على موقع قاعدة بيانات الفيلم (الإنجليزية)
- بوتش هول على موقع كينوبويسك (الروسية)